# L'Hôtellerie-de-Flée
L'Hôtellerie-de-Flée là một xã thuộc tỉnh Maine-et-Loire trong vùng Pays de la Loire phía tây nước Pháp. Xã này nằm ở khu vực có độ cao trung bình 75 mét trên mực nước biển.
Sông Oudon chảy qua xã này và tạo thành một phần ranh giới phía tây nam.